# Irene da Grécia e Dinamarca (1942)
Irene da Grécia e Dinamarca (Cidade do Cabo, 11 de maio de 1942) é a filha mais nova e a segunda filha do rei Paulo da Grécia e de sua esposa, a rainha Frederica, sendo a irmã mais nova da rainha Sofia, Rainha da Espanha e do rei Constantino II, também é bisneta do czar Guilherme II, que foi o primeiro neto da rainha Vitória do Reino Unido.

## Biografia
Ela nasceu na Cidade do Cabo, África do Sul, em 11 de maio de 1942. Ela era aluna da pianista Gina Bachauer.
Ela foi dama de honra, em 1962, do casamento do príncipe Juan Carlos da Espanha e de sua irmã a princesa Sofia da Grécia.
Ela é a fundadora e presidente do mundo em organização Harmony (Mundo en Armonía).Ela também colabora com outras fundações benéficas e atividades culturais.

## Títulos
- 11 de maio de 1942 - presente: Sua Alteza Real, a Princesa Irene da Grécia e Dinamarca.